# A Devil’s Chaplain
A Devil’s Chaplain: Reflections on Hope, Lies, Science, and Love ist eine 2003 beim  Houghton Mifflin Verlag erschienene Sammlung von Essays und Vorträgen des britischen Evolutionsbiologen Richard Dawkins. Im Buch beschäftigt sich Dawkins unter anderem mit Themen wie Pseudowissenschaft, Religion, Darwinismus, Kreationismus und Memetik.
Der Titel bezieht sich auf einen 1856 von Charles Darwin verfassten Brief, in dem er schreibt: 

„Welch ein Buch könnte des Teufels Kaplan schreiben, über die ungeschickten, verschwenderischen, fehlerhaft niederträchtigen und grausamen Werke der Natur!“

## Inhalt
Science and Sensibility
Dawkins verdeutlicht, dass der Wahrheitsgehalt des Darwinismus nicht davon abhängig ist, welche Konsequenzen sich daraus für die menschliche Ethik ergeben. Auch sieht er keinen Widerspruch zwischen der Akzeptanz des Darwinismus einerseits und der gleichzeitigen strikten Ablehnung des Sozialdarwinismus andererseits.
Des Weiteren kritisiert er den Relativismus, sowie den Speziesismus und fordert in diesem Zusammenhang eine Ausweitung der Menschenrechte auf Affen.
In einem Aufsatz für den ehemaligen britischen Premierminister Tony Blair erwartet Dawkins von ihm mehr Verständnis für Themen wie unter anderen das Humangenomprojekt, genetische Fingerabdrücke oder Homöopathie.
Außerdem berichtet er von seinen Erfahrungen als Geschworener in einer Jury, welche ihn stark an der Effektivität dieses Systems zweifeln lassen.
Schließlich übt Dawkins heftige Kritik an der postmodernen Philosophie. So würden bestimmte Geisteswissenschaftler, deren Gebiet im Vergleich zu den Naturwissenschaften eher einfach sei, sich völlig inhaltsleeren und sinnlosen Aussagen bedienen, um möglichst profund zu wirken.
Auch bemängelt er ein Bildungssystem, welches lediglich an Leistung orientiert ist und die „Freude an wahrer Bildung“ vernachlässigt.
Light Will Be Thrown
Hier werden einige Aspekte der Evolutionstheorie behandelt, insbesondere auch die  Abstammung des Menschen. Dawkins will dem Leser vermitteln, dass es sich bei dieser Theorie um eine wissenschaftliche Tatsache handelt. Zudem enthält das Kapitel Aufsätze über Lamarckismus und Kreationismus.
Dawkins erörtert den Zusammenhang zwischen Genetik und sexueller Orientierung. Dabei steht er der Vorstellung, dass ein bestimmtes Gen ursächlich für die Homosexualität eines Menschen ist, sehr skeptisch gegenüber.
In einem weiteren Essay stellt er Überlegungen an, inwieweit sich das Mooresche Gesetz auf die Genetik anwenden lässt.
The Infected Mind
Das Kapitel beginnt mit einem von Dawkins verfassten Vorwort für Susan Blackmores Buch The Meme Machine (1999), welches von der Mem-Theorie handelt. Im nächsten Abschnitt werden die Meme mit Viren verglichen, die den Verstand befallen. Ein solches Virus sei etwa die Religion. Dawkins erläutert, warum hingegen die Wissenschaft kein Virus ist. Für ihn sind Wissenschaft und Religion prinzipiell unvereinbar. Zudem hat Dawkins kein Verständnis dafür, wenn Menschen aufgrund ihrer Religiosität übermäßiger Respekt entgegengebracht wird.
Der folgende Abschnitt entstand kurz nach den Anschlägen vom 11. September 2001. Dawkins macht die Religionen für den überwiegenden Teil der Feindschaften auf der Erde verantwortlich, folglich darf sie seiner Meinung nach nicht länger stillschweigend geduldet werden.
They Told Me, Heraclitus
Neben Trauerreden für den Biologen William D. Hamilton und den Schriftsteller Douglas Adams, enthält dieses Kapitel das Vorwort zum Buch Snake Oil and Other Preoccupations (2001)  des britischen Journalisten und Skeptikers John Diamond. Dort richtet sich Dawkins vor allem gegen Alternativmedizin.
Even the Ranks of Tuscany
Dieser Abschnitt enthält Rezensionen zu mehreren Büchern des US-amerikanischen Paläontologen Stephen Jay Gould, sowie einen Briefwechsel zwischen Gould und Dawkins. Ziel dieser Diskussion ist es, Wissenschaftler dazu zu bewegen, sich nicht mehr auf Auseinandersetzungen mit Kreationisten einzulassen.
There Is All Africa and Her Prodigies in Us
Nach einer Zusammenstellung verschiedener Vorworte von Büchern zum Thema Afrika, erzählt Dawkins von einer Afrikareise. Mit diesem Kontinent fühlt er sich in besonderer Weise verbunden, da er dort geboren wurde und auch die Menschheit dort ihren Ursprung hat.
A Prayer for My Daughter
Wie soll man entscheiden, woran man glaubt und woran nicht? Für Dawkins ist eine Information vertrauenswürdig, wenn sie sich auf Beweise stützt. Hat eine Überzeugung hingegen ihre Wurzeln ausschließlich in Tradition, Autorität oder Offenbarung, lehnt er sie ab.

## Buch
- Richard Dawkins: A Devil’s Chaplain: Reflections on Hope, Lies, Science, and Love. Houghton Mifflin 2003, ISBN 0-618-33540-4